# Масонство на Мальте
Масонство на Мальте имеет длинную историю, которая началась в восемнадцатом столетии. Основные масонские влияния на масонство на Мальте проистекали из Объединенной великой ложи Англии, Великой ложи Шотландии и Великой ложи Ирландии. Сегодня регулярное масонство находится под юрисдикцией Суверенной великой ложи Мальты, образованной в 2004 году.
Также, на Мальте существует одно самозваное нерегулярное масонское послушание под названием «Великая ложа Мальты», члены которого отделились от Суверенной великой ложи Мальты в 2009 году.
Суверенная великая ложа Мальты признана 115 регулярными масонскими юрисдикциями во всем мире, а Великая ложа Мальты признана двумя юрисдикциями по всему миру, одной из которых является Великий восток Франции.

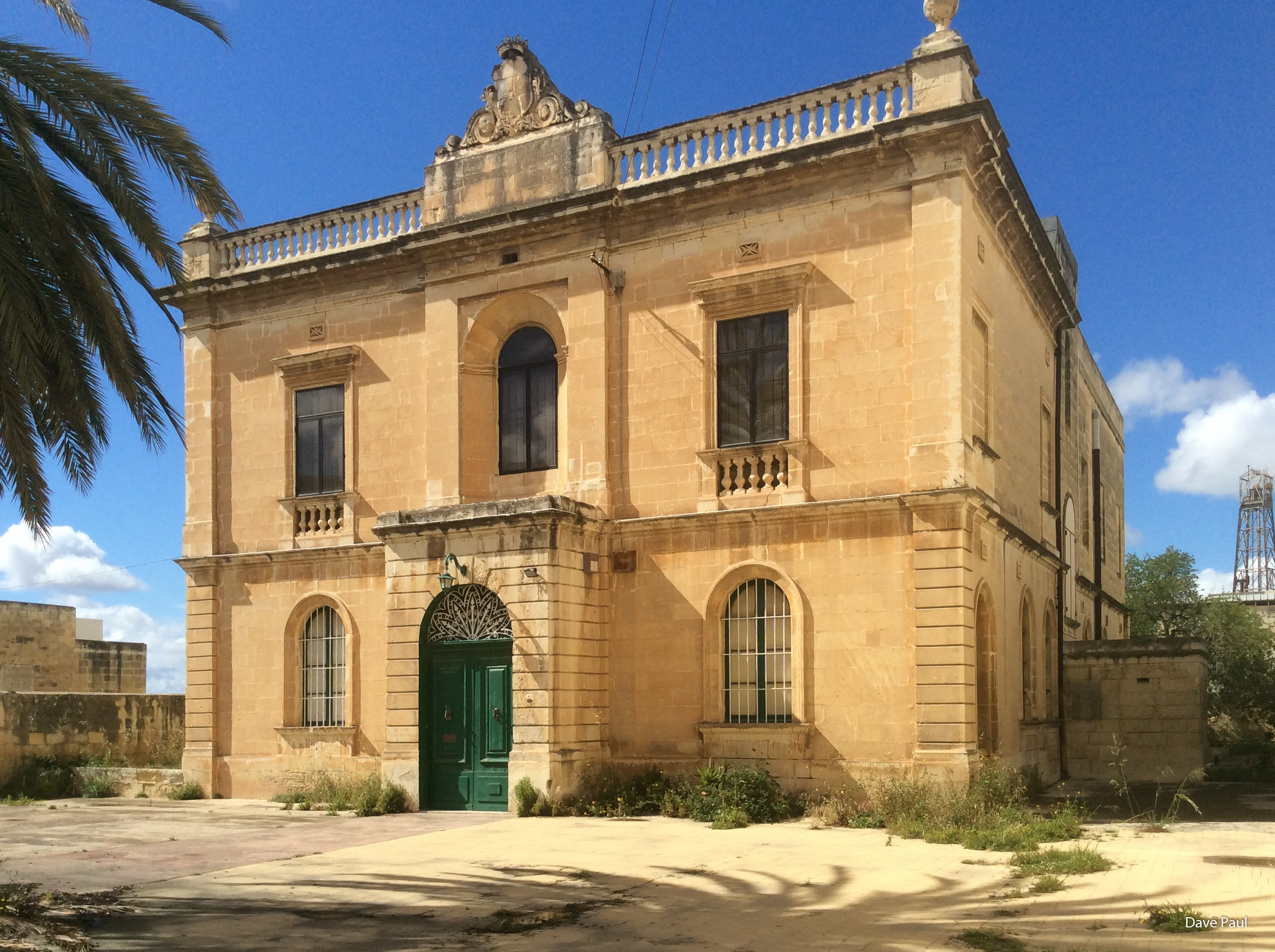
Здание масонского храма в Паола

## История

### Первая ложа
Масонство на Мальте появилось в 1730 году, с появлением первой ложи «Parfait Harmonie», которая была сформирована в Марселе (Франция). К 1741 году масонство основательно утвердилось на Мальте.
Многие рыцари Ордена Святого Иоанна и некоторые мальтийские дворяне были масонами, например, великий магистр Мануэл Пинту да Фонсека и великий магистр Эммануэль де Роган-Полдю, повлиявшие на распространение масонства на Мальте, и другие. Первые масонские ложи, действовавшие на Мальте, на основе французских ордеров, получали их из Марселя. Шотландская ложа «Святого Иоанна» под руководством графа фон Колоурата, подала ходатайство 30 июня 1788 года в Первую великую ложу Англии, чтобы получить английский ордер. Эта ложа отметила в своём ходатайстве, что большинство важных членов Ордена Святого Иоанна являются членами этой ложи. Ложа получила английский ордер и новое имя — «Св. Иоанна тайны и гармонии». Этот ложа прекратила свои труды до 1813 года.

## Французский период
После французской оккупации Мальты 1798—1800 годов многие французские солдаты были заключены в тюрьму в качестве военнопленных. В 1811 году они учредили масонскую ложу, названную «Les Amis en Captivite» на основе ордера, выданного вновь из Марселя. В том же году ложа подверглась нападению со стороны мятежников, веривших священникам, что масоны ответственны за длительную засуху и болезнь лошадей.
После репатриации основной массы заключенных в период с апреля по август 1814 года члены ложи были, по сути, не французскими. 6 октября 1819 года ложа получила ордер от Объединенной великой ложи Англии. Ложе было дано разрешение проводить работы на итальянском языке. В 1820 году британский губернатор Мальты Томас Мейтланд приостановил работы ложи по причине проникновения в неё карбонариев — итальянского тайного общества, которое предполагало подрыв итальянской государственности. Но ложа, тем не менее, фигурировала в официальном списке ОВЛА до 1824 года.
Некоторые утверждают, что Наполеон Бонапарт был инициирован в масонство на Мальте в 1798 году во французской полковой ложе «Филадельфы». Другие придерживаются мнения, что он был инициирован в Египте. Третье мнение состоит в том, что он не был масоном.

## Британский период (1800—1964 годы)
В начале 1815 года в Объединенную великую ложу Англии было подано ходатайство о создании ложи «Св. Иоанна и Павла». Ордер ложи был подписан великим мастером, герцогом Сассекским, 27 ноября 1815 года. Эта ложа является старейшей английской ложей, которая до сих пор работает на Мальте.
С 1822 года Джон Хукхем Фрере стал членом ложи «Св. Иоанна и Павла». Он был казначеем ложи с 1823 года, но его роль в развитии масонства на Мальте была минимальной. Он оставался членом организации до 1843 года.
К 1890 году под юрисдикцией ОВЛА было 5 лож, а общая численность составляла 409 масонов. Английские ложи на Мальте были организованы в Дистрикт великой ложи в 1849 году. К 1900 году количество лож дошло до 7, с общим количеством 584 членов, а к 1919 году было 1484 масона.

## Период независимости (1964 — наши дни)

### Английская конституция
21 сентября 1964 года Мальта получила независимость. После ухода британских войск с острова и закрытия британской базы, 31 марта 1979 года, Объединённая великая ложа Англии не видела причин для нахождения на Мальте своего дистрикта, так как большинство масонов вернулось в Соединенное Королевство. В результате все английские ложи были переведены в Великобританию, за исключением двух: одна ложа должна была сдать свой ордер, а ложа «Св. Иоанна и Павла» № 349 всё ещё продолжала свои труды на Мальте. В 1984 году английский Дистрикт Великой ложи Мальты, переведённый в Великобританию, был распущен. После роспуска дистрикта ОВЛА назначила «Великого инспектора Мальты». Затем были освящены ещё две английские ложи, в результате чего их общее число дошло до 3, и они приступили к формированию Суверенной великой ложи Мальты в 2004 году. В 2005 году был назначен новый великий инспектор над двумя оставшимися английскими ложами. Это ложи «Св. Иоанна и Павла» № 349 и «Де Роган» № 9670.

### Ирландская конституция
Ирландские и шотландские конституции известны в английском масонстве как конституции-сёстры (сёстры Англии). Во время колониального периода на Мальте находились 2 ирландские ложи, ложа «Leinster» № 387, основанная в 1851 году, и «Abercorn» № 273, основанная в 1899 году. Великая ложа Ирландии впоследствии основала ещё две ложи: «Fenici» № 906, в 1991 году, и ложу «Hospitalliers» № 931, в 2004 году. Все эти 4 ирландские ложи стали членами-учредителями Суверенной великой ложи Мальты.

### Шотландская конституция
На Мальте есть одна ложа под шотландской конституцией, это ложа «Св. Андрея» № 966, которая была основана в 1904 году. Она подчиняется непосредственно Великой ложе Шотландии в Эдинбурге.

## Суверенная великая ложа Мальты
Учитывая празднование 40-летия независимости Мальты, 25-летия закрытия Британской базы на Мальте и предполагаемый приём Мальты в Европейский союз, три ложи под ирландской конституцией собрались 5 сентября 2003 года и решили сформировать Суверенную великую ложу Мальты.
Этот исторический шаг был поддержан одной из английских лож на острове, ложей «Граф Роджер Нормандский» № 9285, а на специальном заседании, состоявшемся 30 июня 2004 года, ложа решила принять участие в формировании этой новой великой ложи. А также четвёртая ирландская законная ложа приняла решение участвовать в формировании новой великой ложи.
После этих событий, Великая ложа Ирландии, после консультаций с Объединенной великой ложей Англии и Великой ложей Шотландии, присоединилась к ходатайству пяти лож. 18 ноября 2004 года, под председательством великого мастера Великой ложи Ирландии, эти 5 лож были учреждены и освящены Великой ложей Ирландии в качестве Суверенной великой ложи древних вольных и принятых каменщиков Мальты.
Значение от появления великой ложи заключается в том, что она стала суверенным масонским органом для мальтийских островов, обладающим властью и полномочиями, чтобы сформировать свою конституцию в качестве её основного закона и подчиняться только древним ландмаркам масонства, чтобы принимать законы для своей великой ложи и подчиненных лож. Ложи. основанные до учреждения СВЛМ, находящиеся под другими конституциями, могут продолжать работы на Мальте, но новые ложи могут быть основаны только под конституцией Суверенной великой ложи Мальты. В течение нескольких месяцев представители пяти лож-основательниц встретились и подготовили Книгу конституции, которая была принята на учредительном собрании великой ложи 18 ноября 2004 года.
Первым великим мастером Суверенной великой ложи Мальты стал брат Джозеф Кордина. В апреле 2005 года была создана исследовательская ложа «Ars Discendi», а в ноябре 2005 года освящена ложа «Flos Mundi» («Цветок мира»). Последняя предназначена для привлечения мальтийских и итальянских братьев и работает на итальянском языке. Ещё одна новая ложа была основана в 2010 году под названием «White Sea». В апреле 2011 года была освящена ложа «Mare Nostrum». Таким образом, количество подчиненных лож увеличилось до девяти.

## Великая ложа Мальты
16 декабря 2009 года значительное число мальтийских масонов, принадлежащих к ложам: «Аберкорн», «Микиеля Антона Вассалли» и «Феничи», вышли из состава Суверенной великой ложи Мальты и создали Великую ложу Мальты. Они утверждали, что в конституцию Суверенной великой ложи Мальты были внесены значительные изменения, которые давали великому мастеру абсолютные полномочия. Они также предложили создать масонский верховный совет, который будет иметь юрисдикцию над великой ложей.
Великая ложа Мальты была признана Великим востоком Франции, Великой ложей Италии и рядом других масонских организаций, практикующих либеральное масонство.
Великая ложа Мальты привлекла внимание в СМИ, когда д-р Дэвид Гэтт (великий канцлер ВЛМ) был арестован мальтийской полицией и обвинён в совершении ряда серьезных преступлений. Он был оправдан в 2017 году и все обвинения были с него сняты.

## Масонство на Мальте сегодня
Суверенная великая ложа Мальты принадлежит к регулярному масонству. Это означает, что СВЛМ признаёт три степени символического масонства («Принятый ученик», «Подмастерье» и «Мастер-масон»), а также Королевская арка, коллективно формирующий всё чистое древнее масонство. Как и в Англии, капитулы королевской арки могут быть сформированы на Мальте (с согласия великого мастера), и каждый такой капитул должен быть прикреплён к законной ложе и иметь то же имя и номер, что и эта ложа.
Великая ложа Мальты, практикует либеральное масонство. Она поддерживает ряд руководящих принципов или идеалов, которых, как ожидается, члены будут придерживаться в тесном контакте с принципами Великого востока Франции. К ним относятся: демократия, социальная солидарность, лаицизм, (свобода, равенство и братство, продвигаемые через уважение, терпимость и свободу совести), экологическая ответственность, права человека. Великая ложа Мальты признаёт женщин-масонов и допускает их на свои встречи.